# 匙叶无心菜
匙叶无心菜（学名：Arenaria spathulifolia）为石竹科无心菜属的植物，是中国的特有植物。分布于中国大陆的四川、云南等地，生长于海拔3,500米至4,200米的地区，一般生长在山坡草地，目前尚未由人工引种栽培。